# James Irvine (chimiste)
James Colquhoun Irvine (9 mai 1877 - 12 juin 1952) est un chimiste organique britannique et principal et vice-chancelier de l'Université de St Andrews de 1921 jusqu'à sa mort. En tant que chercheur chimiste, Irvine travaille sur l'application des techniques de méthylation aux glucides, et isole les premiers sucres méthylés, le triméthyl et le tétraméthyl glucose ,.

## Biographie
Irvine est né à Glasgow du propriétaire de l'usine John Irvine (un fabricant de moulages légers) et de Mary Paton Colquhoun. Il fait ses études à l'école Allan Glen ,.
Il étudie ensuite au Royal Technical College de Glasgow, avant d'obtenir un baccalauréat ès sciences en chimie à l'Université de St Andrews. De là, il va à l'Université de Leipzig, où il étudie pour un doctorat sous Ostwald et Wislicenus. De retour à St Andrews, il obtient un doctorat en sciences et y enseigne la chimie. Il est nommé professeur de chimie en 1909 et doyen des sciences en 1912. En 1921, il est nommé directeur. Son mandat voit la rénovation et la restauration des bâtiments et des traditions, et ses œuvres font encore parler d'elles aujourd'hui. Ses engagements s'étendent au-delà de l'université, dans l'enseignement supérieur en Grande-Bretagne et dans les colonies. Il est également directeur par intérim de l'University College de Dundee .
Il est élu membre de la Royal Society of Edinburgh en 1917 avec comme proposants Sir James Walker, John Edwin Mackenzie, Cargill Gilston Knott et Sir D'Arcy Wentworth Thompson . Il est élu membre de la Royal Society en 1918 et reçoit également sa médaille Davy. Il est vice-président de la Royal Society of Edinburgh de 1922 à 1925. Il remporte le prix Gunning Victoria Jubilee de la société pour 1936–1940 .
Irvine est également médaillé Willard Gibbs de l'American Chemical Society, médaillé Elliot Cressan de l'Institut Franklin, médaillé Longstaff de la Chemical Society de Londres.
Il est nommé Commandeur de l'Ordre de l'Empire britannique en 1920 et fait chevalier en 1925  et reçoit la citoyenneté d'honneur de St Andrews.
Il reçoit des doctorats honorifiques des universités d'Aberdeen, de Cambridge, de Columbia, de Durham, d'Édimbourg, de Glasgow, de Liverpool, de McGill, d'Oxford, de Princeton, de Toronto, de l'Université du pays de Galles et de Yale.
Il meurt chez lui à St Andrews le 12 juin 1952 et est enterré dans le cimetière est près de la porte d'entrée principale inférieure .